# Jankowo (powiat lipnowski)
Jankowo – wieś w Polsce położona w województwie kujawsko-pomorskim, w powiecie lipnowskim, w gminie Lipno.

## Podział administracyjny
W latach 1954–1968 wieś należała i była siedzibą władz gromady Jankowo, po jej zniesieniu w gromadzie Lipno. W latach 1975–1998 miejscowość należała administracyjnie do województwa włocławskiego.

## Demografia
Według Narodowego Spisu Powszechnego (III 2011 r.) wieś liczyła 279 mieszkańców. Jest dwudziestą co do wielkości miejscowością gminy Lipno.